# Trombaim
Trombaim, Trombay ou Turbhe é uma área urbana da cidade indiana de Bombaim, situada a nordeste da península que constitui o centro da cidade. No passado foi uma das ilhas que foram unidas por meio de aterros marítimos para constituir o que é hoje o território de Bombaim.

## História
Antes de ser unida ao resto de Bombaim, a ilha de Trombaim tinha cerca de 8 km de comprimento por 8 km de largura e situava-se 5 km a leste da cidade. Na zona há várias igrejas originalmente construídas pelos portugueses nas décadas de 1620 e 1630. A ilha era habitada por kolis (uma etnia o casta de pescadores).
Em Pailipada, uma aldeia perto da antiga aldeia de Trombaim propriamente dita onde a população é maioritariamente muçulmana, encontra-se uma da mesquitas mais antigas de Bombaim. O nome de Pailipada, derivado de payri (moeda) e pada (aldeia), deve-se ao facto dos portugueses terem ali construído uma fábrica de cunhagem de moeda. No cimo da colina da aldeia situa-se a igreja portuguesa mais antiga de Trombaim, a qual se situa dentro do complexo do Centro de Investigação Atómica de Bhabha (BARC) e por isso é inacessível ao público.
Em 1928, a Great Indian Peninsula Railway abriu a linha ferroviária Trombaim-Anderi chamada Salsette Trombay Railway ou Central Salsette Tramway. A partir de 1976 a população da Janata Colony foi transferida e realojada no Trombay Cheetah Camp devido à área ter sido ocupada pelo BARC. Além deste centro, em Trombaim há uma base da Marinha da Índia.
Tendo sido uma área eminentemente industrial até há pouco tempo, mais recentemente é também uma área residencial onde vivem muitos imigrantes de outras partes da Índia, nomeadamente originários de Querala, Panjabe e também sindis.